# Griechische Fußballnationalmannschaft der Frauen
Die griechische Fußballnationalmannschaft der Frauen repräsentiert Griechenland im internationalen Frauenfußball und ist dem griechischen Fußballverband unterstellt. Die griechische Auswahl gehört zu den schwächeren Nationalmannschaften in Europa. In der FIFA-Weltrangliste belegte das Team im Dezember 2013 den 65. Platz; die beste Platzierung wurde mit Platz 50 im September 2008 erreicht. Bislang nahm die hellenische Auswahl nur an den Olympischen Sommerspielen 2004 teil, die in der griechischen Hauptstadt Athen stattfanden und für welche die Mannschaft automatisch qualifiziert war. Ansonsten konnte sich die griechische Auswahl noch nie für ein großes internationales Turnier qualifizieren.

## Turnierbilanz

### Weltmeisterschaft
| - 1991: nicht teilgenommen - 1995: nicht qualifiziert - 1999: nicht qualifiziert - 2003: nicht qualifiziert - 2007: nicht qualifiziert | - 2011: nicht qualifiziert - 2015: nicht qualifiziert - 2019: nicht qualifiziert - 2023: nicht qualifiziert |

### Europameisterschaft
| - 1984: nicht teilgenommen - 1987: nicht teilgenommen - 1989: nicht teilgenommen - 1991: nicht teilgenommen - 1993: nicht qualifiziert - 1995: nicht qualifiziert - 1997: nicht qualifiziert | - 2001: nicht qualifiziert - 2005: nicht qualifiziert - 2009: nicht qualifiziert - 2013: nicht qualifiziert - 2017: nicht qualifiziert - 2022: nicht qualifiziert - 2025: nicht qualifiziert, Aufstieg in Liga B der Nations League 2025 |

### Olympische Spiele
Die Qualifikation erfolgte bis 2020 über die WM-Endrunde, ab 2024 über die UEFA Women’s Nations League.
| - 1996: nicht qualifiziert - 2000: nicht qualifiziert - 2004: Als Gastgeber qualifiziert, in der Vorrunde ausgeschieden - 2008: nicht qualifiziert | - 2012: nicht qualifiziert - 2016: nicht qualifiziert - 2020: nicht qualifiziert - 2024: Keine Möglichkeit sich zu qualifizieren |

### Nations League
- 2023/24: Liga B3 – 4. Platz, Abstieg in Liga C für die Qualifikation zur EM 2025
- 2025: Liga B2 – 4. Platz, Abstieg in Liga C für die Qualifikation zur WM 2027

### Algarve-Cup
Die Nationalmannschaft nahm zweimal am Algarve-Cup teil und spielte dabei jeweils in Gruppe C, in der zunächst die schwächeren Mannschaften gegeneinander antreten.
| - 1994 bis 2002: nicht teilgenommen - 2003: 08. Platz - 2004: 11. Platz - 2007 bis 2016: nicht teilgenommen |

## Spiele gegen Nationalmannschaften deutschsprachiger Länder
Alle Ergebnisse aus griechischer Sicht.

### Deutschland
| Datum             | Ort          | Ergebnis | Anlass           |
| ----------------- | ------------ | -------- | ---------------- |
| 8. Oktober 2019   | Thessaloniki | 0:5      | EM-Qualifikation |
| 27. November 2020 | Ingolstadt   | 0:6      | EM-Qualifikation |

### Österreich
| Datum             | Ort        | Ergebnis | Anlass           |
| ----------------- | ---------- | -------- | ---------------- |
| 5. November 1995  | Wolfsberg  | 0:1      | EM-Qualifikation |
| 6. April 1996     | Chalkida   | 0:0      | EM-Qualifikation |
| 29. November 2003 | Naoussa    | 0:2      | EM-Qualifikation |
| 24. April 2004    | Ottensheim | 2:1      | EM-Qualifikation |

### Schweiz
| Datum        | Ort     | Ergebnis | Anlass           |
| ------------ | ------- | -------- | ---------------- |
| 2. März 1996 | Patras  | 2:0      | EM-Qualifikation |
| 4. Mai 1996  | Chenois | 1:3      | EM-Qualifikation |